# معركة وارسو (1920)
معركة وارسو هي سلسلة من المعارك التي تمخض عنها انتصار بولندي حاسم في عام 1920 أثناء الحرب البولندية السوفيتية. كانت بولندا على وشك أن تُهزَم، ولكنها صدّت الجيش الأحمر وهزمته فيما وصفه فلاديمير لينين، الزعيم البلشفي «هزيمة فادحة» لقواته. شنت القوات السوفيتية هجومًا مضادًا ناجحًا في صيف عام 1920عقب هجوم كييف البولندي، ما أرغم الجيش البولندي على التراجع غربًا في حالة من الفوضى. بدت القوات البولندية على وشك الانهيار وتنبأ المراقبون بانتصار سوفيتي حاسم.
خاضت قوات الجيش الأحمر معركة وارسو من 12-25 أغسطس 1920 بقيادة ميخائيل توخاتشيفسكي، واقتربت من العاصمة البولندية وارسو وحصن مودلين المجاور. في 16 أغسطس، شنت القوات البولندية بقيادة يوزف بيوسوتسكي هجومًا مضادًا من الجنوب، ما أدى إلى عرقلة هجوم العدو، وأرغم القوات الروسية على الانسحاب غير المنظم شرقًا وخلف نهر نيمان. قًدّر عدد الخسائر في الصف الروسي نحو 10,000 قتيلًا و500 مفقودًا و30,000 جريحًا و66,000 رهينة، مقارنة بالخسائر البولندية التي بلغت نحو 4,500 قتيلًا و10,000 مفقودًا و22,000 جريحًا.
في الأشهر التالية، أودت العديد من الانتصارات البولندية المتتابعة إلى استقلالها وعقد معاهدة سلام مع روسيا السوفيتية وأوكرانيا السوفيتية في وقت لاحق من ذلك العام وتأمين الحدود الشرقية للدولة البولندية حتى عام 1939.
صنّف السياسي والدبلوماسي إدغار فنسنت هذا الحدث أحد أهم المعارك في التاريخ ضمن قائمته الموسعة من أكثر المعارك الحاسمة، إذ أوقف الانتصار البولندي على السوفييت انتشار الشيوعية إلى الغرب في أوروبا. كان النصر السوفيتي، الذي من شأنه أن يؤدي إلى إنشاء بولندا الشيوعية الموالية للاتحاد السوفييتي، ليضع السوفييت مباشرة على الحدود الشرقية لألمانيا، حيث نشط الكثير من الثوريين آنذاك.

## التمهيد
في أعقاب الحرب العالمية الأولى، كافحت بولندا من أجل الحفاظ على استقلالها المستعاد حديثُا، والذي فقدته بموجب تقاسم بولندا عام 1795، ومن أجل تشكيل حدود لاتحاد جديد متعدد القوميات (بلاد ما بين البحرين) من الأراضي السابقة التي استولت عليها كل من روسيا وألمانيا والنمسا والمجر.
في الوقت نفسه من عام 1919، تقدّم البلاشفة في الحرب الأهلية الروسية واكتسبوا اليد العليا، عقب توجيه ضربات مدمرة ضد الحركة البيضاء الروسية. نظر فلاديمير لينين إلى بولندا باعتبارها جسرًا لنشر الشيوعية في أوروبا الوسطى والغربية، وبدا أن الحرب البولندية السوفيتية هي الطريقة المثلى لاختبار قوة الجيش الأحمر. أكدت خطابات البلاشفة أن الثورة ستنتقل إلى أوروبا الغربية على حراب الجنود الروسيين وأن وارسو تُعتبر أقصر طريق إلى برلين وباريس. نشب النزاع عندما شكل رئيس الدولة البولندي يوزف بيوسوتسكي تحالفًا مع الزعيم الأوكراني سيمون بيتليورا (في 21 أبريل 1920) وبدأت قواتهم المشتركة الاندفاع نحو أوكرانيا، فحررت كييف في 7 مايو.
اضطلع الجانبان في الحرب البولندية الأوكرانية، وسط مطالبات إقليمية متعارضة. بعد تعرُّض الجيش الأحمر للعديد من الإخفاقات المبكرة ضد بولندا في عام 1919، نجح في شن هجوم مضاد ساحق في مطلع عام 1920 مسفرًا عن الغاء عملية كييف البولندية، ما أرغم بولندا على التراجع. بحلول منتصف عام 1920، كان بقاء بولندا ذاته على المحك وتوقع المراقبون الأجانب انهيارها في أي لحظة. دعت الاستراتيجية الروسية إلى هجوم جماعي نحو العاصمة البولندية وارسو. كان بوسع بولندا في أي وقت أن تتراجع إلى حد كبير. كان الاستيلاء على وارسو سيحظى بتأثير دعائي كبير بين البلاشفة الروس، الذين توقعوا سقوط العاصمة البولندية ليس فقط لتقويض الروح المعنوية للبولنديين، وإنما لإثارة سلسلة دولية من الانتفاضات الشيوعية وتمهيد الطريق للجيش الأحمر للانضمام إلى الثورة الألمانية.
اخترق جيش الفرسان الأول الروسي بقيادة سيميون بوديوني الخطوط البولندية في أوائل يونيو. ترتب على ذلك تبعات مأساوية، وأسفر نجاح بوديوني عن انهيار جميع الجبهات البولندية. في 4 يوليو، شنت الجبهة الغربية بقيادة ميخائيل توخاتشيفسكي هجومًا شاملًا في بيلاروسيا من نهر بيريزينا، ما أرغم القوات البولندية على التراجع. في 19 يوليو، استولى الجيش الأحمر على غرودنو وفي 28 يوليو وصل إلى بياستوك. في أوائل أغسطس، اجتمع وفدا بولندا والسوفييت في بارانافيتشي وتبادلا المذكرات، إلا أن محادثاتهما لم تسفر عن أي نتيجة.

## خطط القتال

### البولندية
بحلول مطلع أغسطس، أصبح التراجع البولندي أكثر تنظيمًا، مع تقليل خطوط الإمداد باطراد. في البداية، أراد يوزف بيوسوتسكي ردع السوفييت عند نهر بوك ومدينة بريست ليتوفسك، إلا أن تقدم القوات السوفيتية أدى إلى خرق هذا الحد، ما أدى إلى إبطال هذه الخطة. في ليلة 5-6 أغسطس، وضع بيوسوتسكي، المقيم في قصر بلويدر في وارسو، خطة منقحة. في المرحلة الأولى، دعت الخطة القوات البولندية للانسحاب عبر نهر فيستولا والدفاع عن رأس الجسر في وارسو وعند نهر ويبرز، وهو أحد روافد نهر فيستولا جنوب شرق وارسو. تركز ربع الفرق المقاتلة في الجنوب لشن هجوم استراتيجي مضاد. بعد ذلك، دعت خطة بيوسوتسكي الجيشين الأول والثاني للجبهة المركزية بقيادة الجنرال يوزف هالر إلى الاضطلاع بدور مضاد، ومواجهة الزخم الغربي الرئيسي السوفيتي والاحتفاظ بخنادقهم التي أنشأوها، والتي كانت خط الدفاع الأخير في وارسو، مهما كلف الأمر. في الوقت ذاته، كان من المقرر أن يدافع الجيش الخامس بقيادة الجنرال فلاديسلاف أوغينيوز سيكورسكي، التابع لهالر، عن المنطقة الشمالية بالقرب من حصن مودلين، وشن هجمات خلف وارسو، ما سيؤدي إلى قطع إمداد القوات السوفيتية التي تحاول العبور إلى وارسو من ذلك الاتجاه، واختراق جبهة العدو والهجوم على صفوف مؤخرة الجبهة الشمالية الغربية السوفيتية. بالإضافة إلى ذلك، كان من المقرر أن تحمي خمس شُعب من الجيش الخامس وارسو من الشمال، وأن يدافع الجيش الأول بقيادة الجنرال فرانشيسك لاتينيك عن وارسو، ويتولى الجيش الثاني بقيادة الجنرال بوليسلاف روخا مهمة المحافظة على خط نهر فيستولا الممتد من جورا كالواريا إلى دبلن.
اُسنِد الدور الحاسم إلى قوات المهام المشكلة حديثًا والتي يبلغ قوامها نحو 20 ألف فرد (والتي عُرفت كذلك باسم «فرقة الهجوم» أو «جيش الاشتباك»)، بقيادة بيوسوتسكي شخصيًا. كان من المقرر أن يعزز الجيش الرابع بقيادة الجنرال ليونارد سكيرسكي والجيش الثالث بقيادة الجنرال زيغمونت زيلينسكي هذه الوحدة، التي تتألف من أكثر الوحدات البولندية نخبة من الجبهة الجنوبية. بعد التراجع من منطقة نهر بوك، لم تتحرك تلك الجيوش مباشرة نحو وارسو ولكنها عبرت نهر ويبرز وقطعت الاتصال مع مطارديها، ما أدى إلى تشويش العدو في أماكن وجودهم. تمثلت مهمة فرقة الهجوم بقيادة هجوم سريع من موقعهم الجنوبي في مثلث نهر فيستولا ويبرز. كان من المفترض أن يتقدموا شمالًا، مستهدفين نقطة ضعف وجدتها المخابرات البولندية بين الجبهتين الغربية والجنوبية الغربية السوفييتية، حيث اعتمدت اتصالاتهم على مجموعة مازير الضعيفة. كان الهدف من هذه العملية بث الفوضى في الجبهة الغربية السوفيتية وفصلها عن احتياطياتها. وفقًا للخطة، كان من المقرر التقاء الجيش الخامس بقيادة سيكورسكي وفرقة الهجوم بالقرب من الحدود البروسية الشرقية، تاركين القوات السوفيتية محاصرة.